# Куккук, Маринус Адриан
Маринус Адриан Куккук Старший (нидерл. Marinus Adrianus Koekkoek; 1807—1868) — нидерландский живописец, представитель художественной семьи Куккук, крупный мастер романтического пейзажа.
С 1837 года он писал в основном пейзажи. Его творчество позже стало более разнообразным, он писал пейзажи, портреты, животных и корабли. В 1847 году он получил серебряную медаль от общества Феликса Меритиса за один из своих пейзажей. Некоторые из его работ выставлены в Рейксмузеуме.
Работал в основном в Хилверсюме и Амстердаме.